# قلعه‌نو صفی‌آباد
قلعه نوصفی آباد روستایی در دهستان سلیمان بخش سلیمان شهرستان زاوه استان خراسان رضوی ایران است. بر پایه سرشماری عمومی نفوس و مسکن در سال ۱۳۹۰ جمعیت این روستا ۱٬۳۲۸ نفر (در ۳۷۳ خانوار) بوده است.